# Partido do Povo (Islândia)
O Partido do Povo (islandês:Flokkur fólksins) é um partido populista da Islândia, que pretende melhorar as condições de vida dos mais pobres e dos incapacitados.

Foi fundado em  2016 por Inga Sæland .